# Mykola Kucharevyč
Mykola Ihorovyč Kucharevyč (in ucraino Микола Ігорович Кухаревич?; Udryc'k, 1º luglio 2001) è un calciatore ucraino, attaccante dell'Hibernian in prestito dallo Swansea City.

## Carriera

### Club
Cresciuto calcisticamente nelle giovanili del Volyn', nel 2018 viene aggregato alla rosa della prima squadra. Nel febbraio 2020, dopo non essere stato impiegato in alcun incontro, è stato ceduto al Ruch L'viv, con il quale al termine della stagione, ha ottenuto la promozione nella massima serie ucraina. Il 23 agosto successivo, ha esordito in Prem"jer-liha, nella sconfitta per 5-2 sul campo del Vorskla. Nel marzo 2021, viene acquistato dai francesi del Troyes, con i quali si unirà ufficialmente a partire da luglio. A causa del poco spazio in rosa (solo due presenze in Ligue 1), un mese dopo viene girato in prestito ai belgi dell'OH Lovanio.

### Nazionale
Ha giocato nelle nazionali giovanili ucraine Under-21 ed Under-23.

## Statistiche

### Presenze e reti nei club
Statistiche aggiornate al 14 maggio 2025.
| Stagione        | Squadra         | Campionato      | Campionato | Campionato | Coppe nazionali | Coppe nazionali | Coppe nazionali | Coppe continentali | Coppe continentali | Coppe continentali | Altre coppe | Altre coppe | Altre coppe | Totale | Totale |
| Stagione        | Squadra         | Comp            | Pres       | Reti       | Comp            | Pres            | Reti            | Comp               | Pres               | Reti               | Comp        | Pres        | Reti        | Pres   | Reti   |
| --------------- | --------------- | --------------- | ---------- | ---------- | --------------- | --------------- | --------------- | ------------------ | ------------------ | ------------------ | ----------- | ----------- | ----------- | ------ | ------ |
| 2018-2019       | Volyn'          | 1L              | 0          | 0          | CU              | 0               | 0               |                    | -                  | -                  |             | -           | -           | 0      | 0      |
| 2019-feb. 2020  | Volyn'          | 1L              | 0          | 0          | CU              | 0               | 0               |                    | -                  | -                  |             | -           | -           | 0      | 0      |
| feb.-giu. 2020  | Ruch L'viv      | 1L              | 6          | 2          | CU              | -               | -               |                    | -                  | -                  |             | -           | -           | 6      | 2      |
| 2020-2021       | Ruch L'viv      | PL              | 18         | 2          | CU              | 0               | 0               |                    | -                  | -                  |             | -           | -           | 18     | 2      |
| lug.-ago. 2021  | Troyes          | L1              | 2          | 0          | CF              | -               | -               |                    | -                  | -                  |             | -           | -           | 2      | 0      |
| ago. 2021-2022  | OH Lovanio      | D1              | 6          | 0          | CB              | 1               | 0               |                    | -                  | -                  |             | -           | -           | 7      | 0      |
| ago. 2022       | OH Lovanio      | D1              | 4          | 0          | CB              | 0               | 0               |                    | -                  | -                  |             | -           | -           | 4      | 0      |
| 2022-2023       | Hibernian       | SP              | 15         | 5          | CS              | 0               | 0               |                    | -                  | -                  |             | -           | -           | 15     | 5      |
| 2023-2024       | Swansea City    | FLC             | 10         | 1          | FACup+CdL       | 1+2             | 0               |                    | -                  | -                  |             | -           | -           | 13     | 1      |
| 2024-2025       | Hibernian       | SP              | 25         | 6          | CS+CdL          | 2+1             | 0+1             |                    | -                  | -                  |             | -           | -           | 28     | 7      |
| Totale carriera | Totale carriera | Totale carriera | 86         | 16         |                 | 7               | 1               |                    | -                  | -                  |             | -           | -           | 93     | 17     |